# Ruská pravoslavná církev v zahraničí
Ruská pravoslavná církev v zahraničí (RPCvZ) resp. Ruská pravoslavná exilová církev (rusky Русская православная церковь заграницей) je název jedné z autonomních pravoslavných církví. Ta je podřízena Moskevskému patriarchátu. Od Říjnové revoluce až do svého sloučení s Ruskou pravoslavnou církví Moskevského patriarchátu v roce 2007, byla Ruská pravoslavná církev v zahraničí ruskou exilovou církví.

## Historie

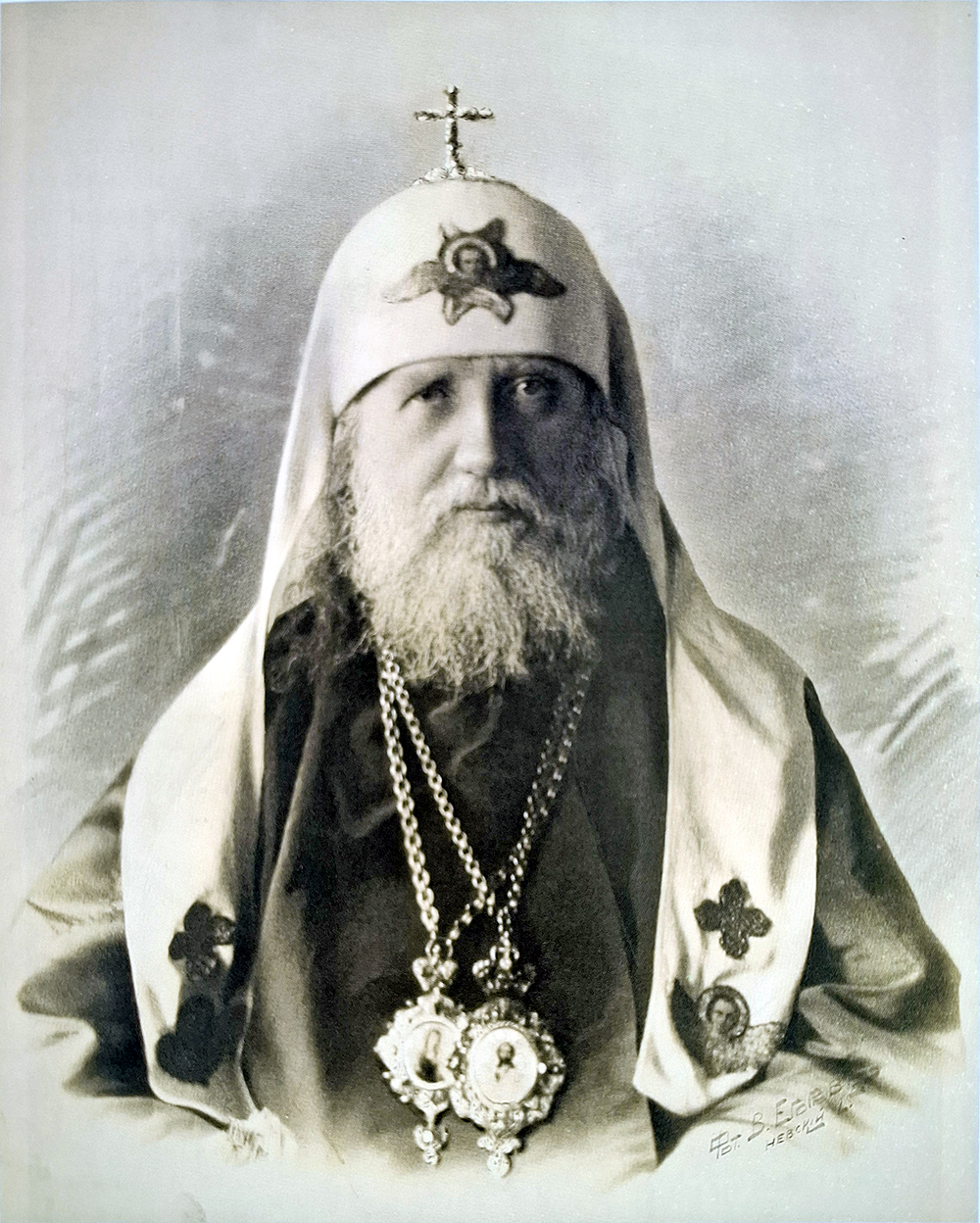
Moskevský patriarcha Tichon byl hlavou RPC v době vzniku Ruská pravoslavná církev v zahraničí

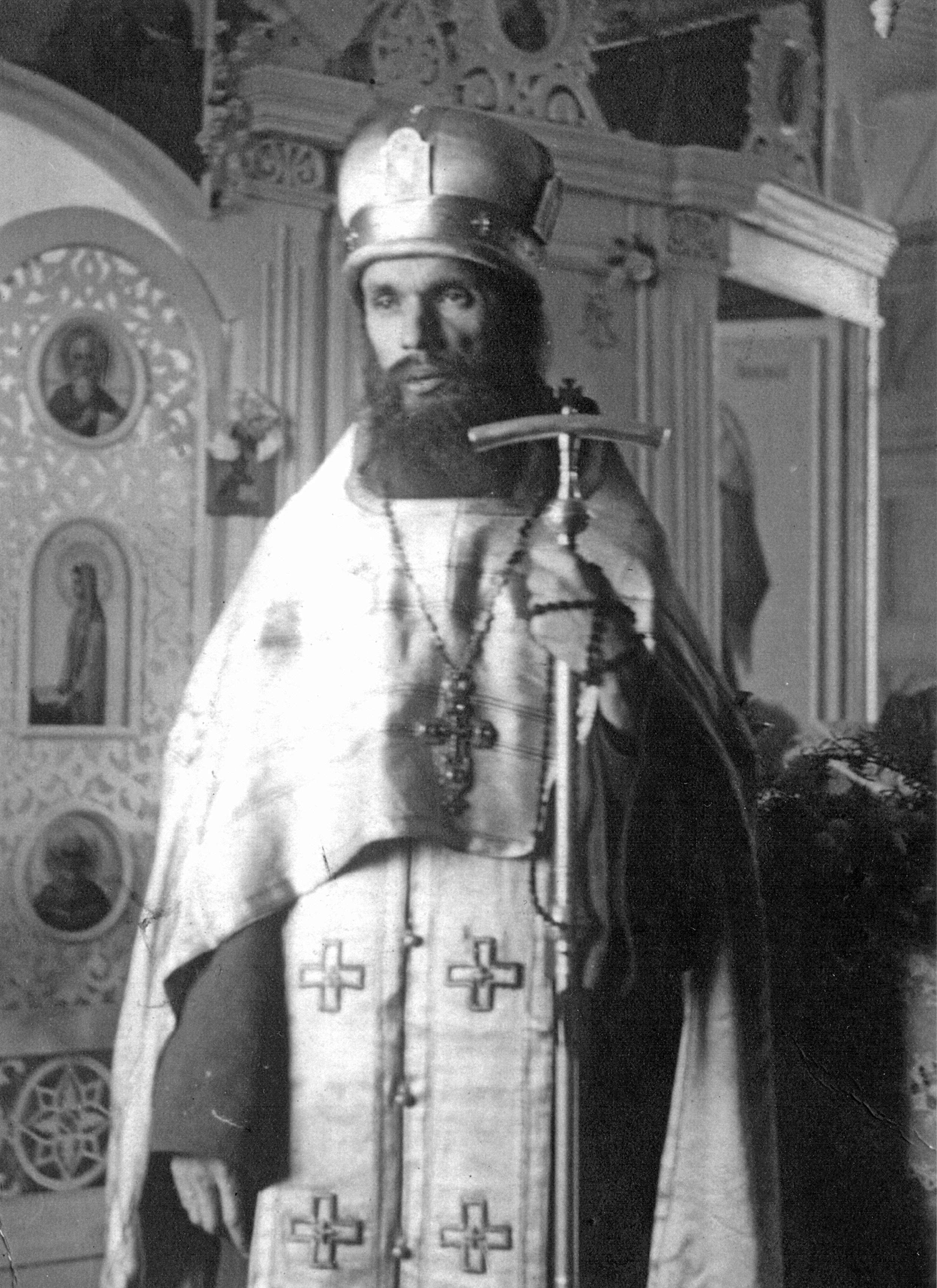
Filaret (Vozněsenskij)

Ruská pravoslavná církev v zahraničí vznikla v důsledku bolševické říjnové revoluce a následné občanské války v Rusku. Vznikla z řad pravoslavných věřících mimo Sovětský svaz v rámci emigrantských obcí z osob, které byly nuceny opustit Rusko z důvodu pronásledování bolševiky. Když ve 20. letech 20. století vedení církve v Rusku přerušilo kontakt, vybízí tehdejší patriarcha Tichon ve svém dekretu ty části ruské církve, jež se z důvodu politické situace ocitly bez spojení s vedením církve, aby si vytvořily vlastní autonomní správu. Od roku 1927 měla Ruská pravoslavná církev v zahraničí autokefalitu. Prvním hierarchou ruské pravoslavné církve v zahraničí se stal metropolita Antonij (Chrapovickij).
Během 70 let útlaku a pronásledování církve v ruské vlasti usilovala Ruská pravoslavná církev v zahraničí o ochranu duchovního odkazu ruského pravoslaví. Ačkoli nevznikaly veliké rozdíly, co se týče samotné duchovní praxe Ruské pravoslavné církve moskevského patriarchátu, podle názoru mnoha exilových věřících Moskevský patriarchát až příliš podléhal sovětskému režimu a navíc byla jeho činnost podrývána ze strany KGB.
Ze strany ruské pravoslavné církve moskevského patriarchátu byla ruská exilová pravoslavná církev až do jejího znovusjednocení s moskevským patriarchátem vnímána jako církev se zvláštním statusem. Podle vlastního vnímání ovšem Ruská pravoslavná církev v zahraničí byla vždy součástí jediné ruské pravoslavné církve.